# Liste des gouverneurs de la Bastille
La Bastille également appelée Bastille Saint-Antoine fut achevée en 1383. Le chef de la Bastille en était le gouverneur, appelé anciennement capitaine.

## Historique
En 1367, le Roi Charles V ordonna la construction du fort et bastide Saint Anthoine lez Paris qui prendra, plus tard, le nom de Bastille. Les travaux seront achevés vingt ans après, en 1387, sous le règne de Charles VI. Le premier capitaine gouverneur était un proche du roi, déjà chambellan sous les deux règnes précédents : Messire Jehan La Personne, chevalier, vicomte d'Acy, seigneur de Beu et des Nesle-en-Tardenois, chambellan du Roy. Il est cité en de nombreux documents au département des manuscrits de la BnF, entre 1386 et novembre 1404, date de sa mort. Le dernier gouverneur en titre, l'infortuné Jourdan de Launay, nommé en 1776, fut décapité le 14 juillet 1789 et remplacé par un gouverneur provisoire le temps de la démolition de l'édifice.
À la fin de l'Ancien Régime, le gouverneur de la Bastille est devenu un humble officier du lieutenant-général de police. Il ne pouvait rien faire sans l'ordre exprès du magistrat. Un gouverneur fidèle au règlement qui eût osé s'en tenir à ses dispositions et ne reconnaitre d'autres ordres que ceux du roi, ne serait pas resté longtemps en place. S'il voulait s'y maintenir, il n'avait d'autre règlement à suivre que les ordres de Monsieur le lieutenant-général de police, voire ceux d'un simple commissaire de police.
L'article 1er du règlement du 20 septembre 1764, signé Louis indiquait :

« Le gouverneur qui commandera, ou tout autre officier, ne reconnaitra que les ordres de Sa Majesté et ceux qui lui seront donnés par le secrétaire-d'état ».

Toutefois une lettre en date du 23 septembre 1764, signée par le secrétaire-d'état, autorise l'infraction :

« Je joins ici, monsieur, le règlement que le roi a jugé bon à propos de rendre pour le service de la Bastille. Le roi trouve bon que lorsque Monsieur le lieutenant-général de police vous enverra des prisonniers, vous les receviez sur une lettre de lui jusqu’à ce qu'on puisse vous adresser une lettre en forme, ainsi qu'on en a souvent usé et que les circonstances l'exige. Vous voudrez bien en user de même, pour les visites que Monsieur le lieutenant-général de police croira pouvoir permettre aux prisonnier de recevoir et qui n'exigent point d'ordre en forme, mais seulement une lettre de lui. »

Le règlement ordonnait aussi l'enregistrement exact des noms et prénoms des prisonniers pour l'entrée, la sortie et les décès, et l'instruction ministérielle autorisait les substitutions de noms et de prénoms.

C'est ainsi que Latude a été enregistré sous son véritable nom il le sera ensuite sous les noms de Danry, Maiville puis Villemain. L'homme au masque de fer sera inhumé sous le nom de Marchiali avec une fausse indication d'âge.
L'emploi de gouverneur de la Bastille, tous les grades militaires, tous les emplois militaires, les gouvernements de provinces se négociaient comme des effets de commerce. Il ne s'agissait plus que d'obtenir l'agrément du roi, et c'était aussi un marché comme un autre. Ces sortes de marchés ne scandalisaient personne. L'acquéreur du gouvernement de la Bastille était toujours certain de faire une bonne affaire s'il vivait longtemps. Une année, ou deux, dans la charge lui permettait largement de rembourser ses avances.
NB :

Cette liste se base sur des sources, citées en bibliographie. Si les gouverneurs nommés à partir du XVIIe siècle, disposent d'une biographie et de sources fiables, les gouverneurs nommés avant ce siècle peuvent avoir des biographies et des dates qui sont parfois incomplètes, contradictoires car ne citant pas le même nom.

## Gouverneurs de la Bastille
- 1386-1404 : Jehan de La Personne, vicomte d'Acy
- 1404-1413 : Sire de Saint-Georges
- 1413-1416 : Prince Louis VII de Bavière
- 1416- : Thomas de Beaumont
- 1417-1418 : Tanneguy du Chastel
- 1418- : Robert de Canni
- 1420-1436 : Sous occupation anglaise
- 1462-1466[7] : Philippe de Melun.
- 1466-1468 : Hugues de Chauvigny
- 1468-1492 : Philippe l'Huillier.
- 1504 : Guillaume de Montmorency
- 1523 : Anne de Montmorency
- 1588 : Jean Bussy-Leclerc
- 1588-1594 : Antoine Dumaine Dubourg l'Espinasse
- 1594-1601 : Devic
- 1601-1611 : Maximilien de Béthune (Duc de Sully)
- 1611- : Marie de Médicis-Joachim de Châteauvieux
- 1617-1617 : Maréchal François de Bassompierre
- 1617-1617 : Connétable Charles d'Albert, duc de Luynes
- 1617-1626 : Maréchal Nicolas de L'Hospital de Vitry
- 1626-7 mai 1626 : Léon d'Albert de Bréauté
- 7 mai 1626- : François de L'Hospital, du Hallier[8]
- - 1649 : Charles Leclerc du Tremblay[9]
- - 1652 : Louvière Broussel
- 1652 : Antoine de Loyac sieur de la Bachellerie
- 1658-18 décembre 1697 : François de Montlezun
- 1698-1698 : François Michel Le Tellier de Louvois
- 18 septembre 1698-18 septembre 1708 : Bénigne Dauvergne de Saint-Mars
- 1708-1718 : Charles le Fournier de Bernaville
- 1718-1749 : René Jourdan de Launay
- 1749-5 décembre 1758 : Pierre Baisle
- 1758-1761 : François-Jérôme d'Abadie
- 1761-1776 : comte Antoine-Joseph de Jumilhac
- 1776-14 juillet 1789 : Marquis Bernard-René Jourdan de Launay
- Gouverneur provisoire de la Bastille : Prosper Soulès

## Biographies des gouverneurs

### La Personne, vicomte d'Acy
Conseiller, ministre d'État et chambellan des rois Jean II, Charles V et Charles VI, Jehan de La Personne, fut le premier capitaine gouverneur nommé. L'une des quittances le citant date du XIIe jour de decembre l'an mil CCC IIIIxx et sept, soit le 12 décembre 1387. Elle lui est adressée par Jehan le Flamenc, trésorier des guerres du Roi, pour l'état de ses gages de capitaine et de ceux des susdict sept escuiers et dix arbalestriers de pied de nostre compaignie, deservie et à deservir en ces présentes guerre à la garde, seureté et deffense dudit fort et bastide Saint-Anthoine.

### Sire de Saint-Georges
À la mort de son premier capitaine, le sire de Saint-Georges reçut en 1404 son commandement du roi de France, Charles VI.

### Louis VII de Bavière
1413-1416 : Prince Louis VII de Bavière, frère d'Isabeau de Bavière et oncle du dauphin Charles

### Thomas de Beaumont
Thomas de Beaumont était sorti de Paris avec les troupes qu'il put réunir, pour aller au secours du connétable de Richemont et fut tué dans la bataille qui eut lieu entre Saint-Denis et Pierrefitte.

### Tanneguy du Chastel
Tanneguy du Chastel, prévôt de Paris succéda, selon toute vraisemblance, en tant que gouverneur de la Bastille au duc de Bar, en 1417-1418.

Lors de la guerre civile, Paris est livré à Jean de Villiers de L'Isle-Adam, capitaine d'une troupe de partisans du duc de Bourgogne. Tanneguy réussit à enlever le Dauphin qui se trouvait au milieu de ses ennemis et le protège en l'accueillant au château de la Bastille. Le 29 mai 1418, le Dauphin quittera la Bastille pour se réfugier à Bourges avec quelques fidèles.
« Tanneguy courut à la chambre du dauphin et, l'ayant trouvé endormi, il l'enveloppa dans l'un de ses draps et le fit porter à la Bastille. Le Dauphin n'y coucha qu'une nuit, et dès le lendemain matin il alla à Melun et de là à Montargis. Tanneguy était rentré dans Paris par la porte Saint-Antoine, dont il était le maitre à cause de la Bastille »

### Robert de Canni
Arrivé à la Bastille, Tanneguy du Chastel accompagné du maréchal Pierre de Rieux et d'Arnault Guilhem de Barbazan et de 1 600 hommes marchèrent sur l'hôtel Saint-Pol en criant Vive le Roi et le Connétable d'Armagnac!

Ils n'allèrent pas très loin. Guy de Bar et Jean de Villiers de L'Isle-Adam vinrent les attaquer avec 5 à 6 000 hommes et les poussèrent jusqu'à la porte de la Bastille. Hector de Saveuse, Jean de Luxembourg-Ligny et plusieurs autres capitaines Bourguignons arrivèrent de tous côtés pour leur prêter main-forte. Ils furent bientôt assez forts pour assiéger et prendre la Bastille dont ils donnèrent le gouvernement à Robert de Canni Sire de Varennes gentilhomme picard.
Robert de Canni était un ennemi personnel de Charles, duc d'Orléans, qui avait séduit et déshonoré son épouse.

### Philippe l'Huillier
Philippe l'Huillier, seigneur de Cailly et de Manicamp était chambellan du roi Louis XI.

### Jean Bussy-Leclerc
Jean Bussy-Leclerc, procureur au parlement de Paris, fut fait capitaine de la Bastille par le Duc de Guise en 1588 après la journée des barricades.

### Dubourg l'Espinasse
Dubourg l'Espinasse ou du Bourg de Lespinasse voire Bourg de l'Espinasse.

En 1588, sous Henri III, le duc de Mayenne avait pendant les troubles de la ligue confié le commandement de la Bastille à Antoine Dumaine dit Dubourg l'Espinasse également connu sous le nom de Antoine du Maine, baron du Bourg de Lespinasse qui s'y maintint jusqu'au 22 mars 1594.

Dubourg ne se rendit à Henri IV que par capitulation, 3 jours après que Paris lui eut été livrée par le gouverneur de la ville Charles de Cossé duc de Brissac et qu'il eut la certitude que le duc de Mayenne était dans l'impossibilité de le secourir. Dubourg avait épuisé ses vivres et ses munitions de guerre; il sortit du fort « bagne et vie sauve ».

Le même jour Henri IV confie le commandement de la Bastille à Devic.

Sollicité de reconnaitre Henri IV pour son roi, il répondit qu'il avait donné sa foi à Charles de Mayenne et ajouta que Brissac était un traitre. En effet celui-ci, gouverneur de Paris s'était vendu à Henri IV pour 1 695 400 livres

Le 6 mars 1597, Dubourg crée le régiment du Bourg de Lespinasse avec lequel il participe au Siège d'Amiens, sous les ordres d'Henri IV.

### Devic
Devic ou de Vic, reçu de la part d'Henri IV, le commandement de la Bastille le 22 mars 1594, en raison des bons services qu'il avait rendu pour aider à la prendre et étant l'un de ceux qui y avait le plus contribué.
« C'était,dit l'histoire, un homme d'un rare mérite »,.
Il fut gouverneur de Saint-Denis avant de prendre la Bastille et sera ensuite gouverneur de Calais où il mourut en 1610.

### Sully
En 1601, Maximilien de Béthune, duc de Sully, grand maître de l'artillerie de France, grand voyer de France et Surintendant des finances est nommé par Henri IV gouverneur de la Bastille.

Ce fut à la Bastille que Sully déposait les trésors de l'époque. À la mort d'Henri IV, en 1610, il s'y trouve 33 000 000 de livres.
En 1611, Sully remis le poste de gouverneur de la Bastille à Louis XIII et reçut une indemnité de 60 000 livres.

### Marie de Médicis - Joachim de Châteauvieux
En 1611, Marie de Médicis se fait gouvernante de la Bastille, mais en confie la garde à Joachim de Châteauvieux, son chevalier d'honneur qui en prend possession en qualité de lieutenant de Sa Majesté la reine mère et régente.

Joachim de Châteauvieux, né le 25 janvier 1545, fils de Claude de Châteauvieux, chevalier, seigneur et baron de Fromente, bailli de Bresse et de Marie-Salomé de Montchenu, fille de Marin et d'Antoinette de Pontbriand.

Joachim de Châteauvieux est chevalier, baron de Verjon et de la Châtre, comte de Confolens, chevalier de l'Ordre du Saint-Esprit en 1583, chevalier d'honneur de la Reine Marie de Médicis, bailli de Bresse et de Bugey, gouverneur de Bourgogne, mort sans alliance le 13 janvier 1615,.

En 1569, il est capitaine de la Garde écossaise et accompagne Henri de Valois, élu en 1573 Rzeczpospolita de Pologne-Lituanie sous le nom d'Henryk Walezy.

Il combat au côté du roi lors du soulèvement populaire du 12 mai 1588.

Après la mort d'Henri III, il sert Henri IV et s'illustre à bataille de Fontaine-Française

### François de Bassompierre
François de Bassompierre reçoit, en 1617, la capitainerie de la Bastille de Louis XIII. Il avait sous ses ordres 60 gardes suisses et ne resta que 8 à 10 jours avant de remettre la place au connétable de Luynes.

### Charles d'Albert
Après la démission du maréchal de Bassompierre, le connétable Charles d'Albert, duc de Luynes reçoit, en 1617, la gouvernance de la Bastille. Marie de Médicis ayant découvert qu'il intriguait contre elle, il ne resta que quelques mois et remis le poste à de Vitry.

### Nicolas de L'Hospital
Après les démissions du maréchal de Bassompière et du duc de Luynes, Nicolas de L'Hospital, duc de Vitry fut le 3e gouverneur de la Bastille de l'année 1617. 

Le duc de Vitry y commandait lorsque la maréchale d'Ancre, Léonora Dori, y fut conduite, ainsi elle avait pour geôlier l'assassin de son mari Concino Concini

### Léon d'Albert
Au début de 1626, au duc de Vitry succéda Léon d'Albert, marquis de Bréauté, duc de Piney-Luxembourg, frère du connétable de Luynes qui avait été gouverneur de la Bastille 9 ans plus tôt.

### François de L'Hospital
Le 7 mai 1626, François de L'Hospital, seigneur du Hallier, frère du maréchal de Vitry chassa du château de la Bastille la compagnie que le duc de Piney-Luxembourg y avait mis.

Son entrée en fonction fut un évènement; il prit le commandement du château, le 7 mai, à la tête d'un détachement qui escortait deux nouveaux prisonniers le duc de Modène, et Dangent. Il fit sortir immédiatement la compagnie qu'y avait établi son prédécesseur et la remplaça par 30 gardes suisses commandés par le porte-enseigne des gardes du corps.

### Charles Leclerc du Tremblay
Charles Leclerc du Tremblay fut nommé par Richelieu gouverneur de la Bastille, au lieu de capitaine, changeant ainsi le statut de la citadelle militaire pour en faire une prison d'état.

Sous la régence d'Anne d'Autriche la Bastille fut une nouvelle fois assiégée. Le 12 janvier 1649, après avoir échangé quelques coups de canon, le château tombe entre les mains des frondeurs qui en conférèrent le commandement à Louvière fils de Broussel.

Charles Leclerc du Tremblay, était le frère de François Leclerc du Tremblay plus connu sous le nom de Père Joseph, l'éminence grise de Richelieu.

### Louvière Broussel
Louvière, ou La Louvière, était le fils du conseiller au parlement de Paris Pierre Broussel.

Pierre Broussel qui joua un rôle très important durant les troubles de la Fronde en 1648 avait été privé de sa charge de gouverneur de la Bastille en raison son rôle dans la Fronde parlementaire. Il investit alors son fils, Louvière.

Lors de la paix entre le parlement et le roi en 1649, il fut stipulé que la Bastille serait remise à Sa Majesté le 11 mars, mais ce traité ne fut confirmé que le 1er avril suivant. Il fut ainsi convenu que le roi ne presserait pas la remise de la Bastille et que Louvière en conserverait le commandement.
Louvière remettra la Bastille le 21 octobre 1652, durant la Fronde, à La Bachellerie envoyé par le Roi.

### Antoine de Loyac sieur de la Bachellerie
Antoine de Loyac sieur de la Bachellerie, de la Fage, de Lavez et de Puy-Donnarel, est le second fils de Jean-Baptiste de Loyac et de Jeanne de Plaines.

Lorsque Louvière lui remis la bastille le 21 octobre 1652, la Bachellerie n'avait pas le titre de commandant de la Bastille. Ce fut par ordre du chancelier qu'il se rendit avec une escorte à l'assemblée du clergé, siégeant aux Grands-Augustins y arrêta et conduisit à la Bastille l'abbé de Saint-Jean d'Angély

Le 2 novembre 1638, Antoine de Loyac sieur de la Bachellerie est capitaine dans régiment de Montmège.

En 1647 il est gentilhomme ordinaire de la chambre du Roi.

En 1653, il est commandant dans l'île de Ré et gouverneur du château de la Bastille

Il se marie le 1er mai 1639 avec demoiselle Gabrielle de Maruc, fille d'Annet de Maruc, écuyer, sieur de Charbonnier et de Gabrielle de Gibanel, avec laquelle il eut :
- Jean-Baptiste de Loyac, écuyer, seigneur de la Bachellerie et de la Fage capitaine d'une compagnie dans le régiment de Picardie
- Jean-Noël de Loyac, écuyer, sieur du Puy-Donnarel qui épousa le 31 mai 1675 Catherine de Maruc
- Antoine de Loyac, écuyer, sieur de Malaret, capitaine dans le régiment de Picardie
- Charles de Loyac, écuyer, sieur de la Fage, lieutenant dans le régiment de Picardie
- Anne de Loyac, légataire de son père pour la somme de 20 000 livres

### François de Montlezun
François de Montlezun, seigneur de Besmaux, est capitaine des gardes du cardinal Mazarin et obtient son brevet de gouverneur en 1658.
François de Monlezun sieur de Besmaux a conservé cet emploi plus lucratif qu'honorable pendant plus de quarante ans. Il réussit largement à s'indemniser du pot de vin de 90 000 francs, prix de la démission de son prédécesseur.
Il est mort, à son poste, le 18 décembre 1697 âgé de 88 ans et enterré aux Carmes-déchaux.
Dans le troisième volume du Vicomte de Bragelonne, Alexandre Dumas fait intervenir le personnage du Gouverneur de la Bastille sous le nom de M. Baisemeaux de Montlezun.

### Bénigne Dauvergne de Saint-Mars

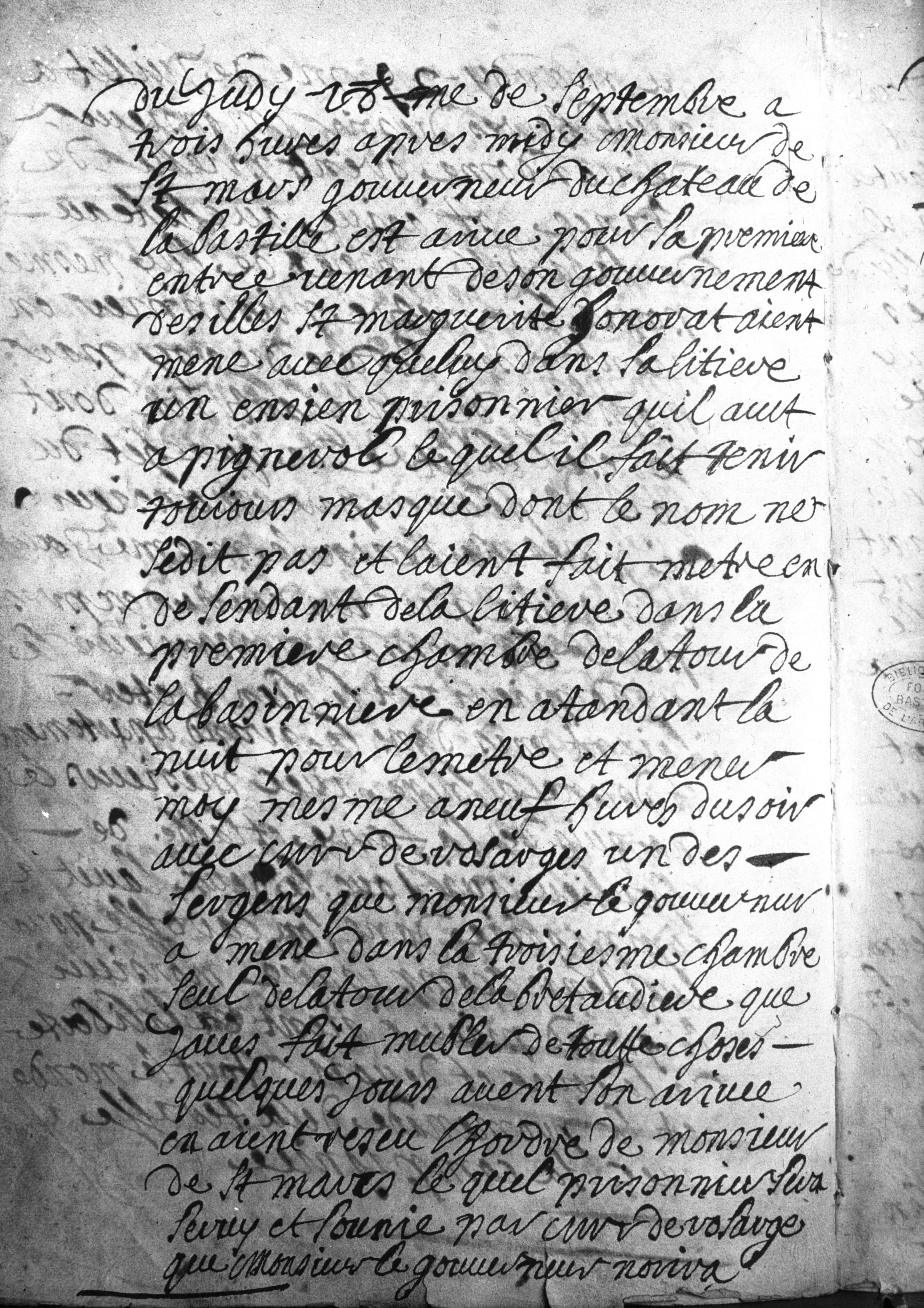
Acte d'écrou de l'homme au masque de fer. Extrait du registre des entrées et sorties de la Bastille en date du 18 septembre 1698

Bénigne Dauvergne de Saint-Mars fut nommé au gouvernement de la Bastille en 1698. Il y arriva, le 18 septembre avec l'Homme au masque de fer et son lieutenant Durosarge.

Durosarge et Saint-Mars avaient depuis 1671 gardé ce prisonnier à Pignerol, puis cette forteresse ayant été rendue au roi de Sardaigne ils s'étaient transportés à l'île Sainte-Marguerite ou il avait par ordre fait construire une prison tout exprès.

Le journal de Dujonca, major de la Bastille, indique : « Du jeudi 18 septembre 1698, à trois heures de l’après-midi,
Monsieur de Saint-Mars, gouverneur de la Bastille, venant de son gouvernement des îles Sainte-Marguerite, a amené avec lui dans sa litière un prisonnier qu’il avait à Pignerol, lequel est toujours masqué et dont le nom ne se dit pas. »
Cinq ans plus tard, le 19 novembre 1703 le lieutenant Durosarge signa l'acte d'inhumation de ce prisonnier dont nul ne connaissait le nom ni le motif de l'incarcération.

Le journal de Dujonca indique : « Du lundi 19 novembre 1703, le prisonnier inconnu, toujours masqué d’un velours noir qu’il gardait depuis longtemps, s’est trouvé un peu mal hier en sortant de la messe. Il est mort aujourd’hui sur les dix heures du soir, sans avoir eu une grande maladie. »
Le gouverneur Saint-Mars est mort à son poste le 18 septembre 1708.

### Charles le Fournier de Bernaville
Charles le Fournier de Bernaville passa de la lieutenance du château de Vincennes à la gouvernance du château de la Bastille après la mort de Saint-Mars le 12 mars 1708. 

Le Fournier avait été successivement valet de chambre, secrétaire du maréchal de Bellefonds, gouverneur du donjon de Vincennes. Ses services lui valurent les épaulettes de lieutenant du roi et le titre de chevalier de Bernaville. C'est sous ce nom qu'il s'est rendu fameux par sa cupidité et sa férocité.

Il mourut à son poste le 8 décembre 1718 à l'âge de 74 ans.

### René Jourdan de Launay
René Jourdan de Launay fut gouverneur de la Bastille en 1718.

Né à Golleville le 2 juin 1673, il était, écuyer, seigneur de Launay, de la Bretonnière, de la Hennodière, du Mesnil et de la Motte, seigneur de la Varengère (1746), et chevalier de l'Ordre royal et militaire de Saint-Louis.

Il fut marié en premières noces, en 1721, à Catherine Charlotte Sevin de Quincy, fille du général Charles Sevin de Quincy et de Geneviève Pecquot de Saint-Maurice, qui mourut le 27 février 1736 à l'âge de 36 ans.

Le 12 avril 1736, il épouse en secondes noces Charlotte Renée Aubry d'Armanville, dame d'Issy et de Pourpry, avec laquelle il a Bernard René Jourdan de Launay dit Bernardin le Marquis de Launay et qui deviendra également gouverneur de la Bastille.

Il meurt subitement en 1749, âgé de 76 ans, près de Saint Benoit à Paris en sortant de chez madame Beuclerc.

### Pierre Baisle
Pierre Baisle fut nommé gouverneur de la Bastille le 6 août 1749, après le décès de René Jourdan de Launay.

Pierre Baisle était un bordelais exempt des gardes du corps du roi, capitaine au régiment de Champagne et lieutenant de roi au château de Vincennes.

Il mourut à son poste le 5 décembre 1758.

### François-Jérôme d'Abadie
François-Jérôme d'Abadie, ou Dabadie, né à Grenade-en-Marsan, ancien capitaine au régiment de Piémont ayant rang de colonel, et lieutenant du roi à la Bastille depuis le 1er décembre 1750 est nommé gouverneur le 8 décembre 1758 et succéda à Pierre Baisle.
Un gouverneur de la Bastille, n'était que le très humble valet du lieutenant-général de police. Il ne pouvait rien faire sans l'ordre exprès du magistrat et François-Jérôme d'Abadie se croit obligé de prendre les ordres de monseigneur le chef de la police avant de permettre à un prisonnier de se faire la barbe. C'était une affaire d'état.

Un prisonnier incommodé par sa longue barbe avait demandé au gouverneur d'Abadie de lui permettre de se faire raser. Le gouverneur avait ordonné au major Chevalier d'en écrire à monseigneur le chef de la police. Voici reproduit la supplique du major en date du 31 mai 1756:

« Le sieur Pizzoni demande à vous écrire; nous attendons vos ordres en conséquence. Ce prisonnier n'a rien pour changer, nous lui prêtons du magasin, des chemises, mouchoirs, bonnets, effets de nuit et chaussons. Le sieur Pizzoni est ici depuis le 17 courant; il n'a pas encore été rasé, il demande engrâce de l'être. j'ai l'honneur ... ». 

Le lieutenant de police répondit en marge le 3 juin 1756 :

« Je veux bien qu'il m'écrive et qu'on le rase ».
François-Jérôme d'Abadie mourut le 18 mai 1761 et eut pour successeur le comte Antoine-Joseph de Jumilhac.

### Antoine-Joseph de Jumilhac
Après la mort de d'Abadie en 1761, ce fut messire Antoine-Joseph-Marie Macosi, Chapelles Jumilhac de Cubsac, premier gentilhomme de Stanislas ex-roi de Pologne, duc de Lorraine et de Bar le 29 mai, époux d'Anne-Constance de Bertin (1718-1775) et beau-frère d'Henri Léonard Jean Baptiste Bertin, contrôleur général des finances de 1759 à 1763.

Le major Chevalier officiait toujours en 1771. Le 13 septembre, il écrivait au lieutenant général de police :
« La tête du sieur La Rivière est toujours fort échauffée et je commence à désespérer que sa pauvre tête puisse guérir sans qu'on lui fasse le remède... Je suis avec un profond respect.... ».

En marge le magistrat inscrivit : « A pendre »

### Bernard-René Jourdan de Launay
Le marquis Bernard-René Jourdan de Launay fut le dernier gouverneur de la Bastille et entra en fonction en octobre 1776. Il traita avec de Jumilhac sa charge de gouverneur de la Bastille pour 300 000 livres. L'emploi de gouverneur de la Bastille, tous les grades militaires, tous les emplois militaires, les gouvernements de provinces se négociaient comme des effets de commerce. L'acquéreur du gouvernement de la Bastille était toujours certain de faire une bonne affaire s'il vivait longtemps. Une année, ou deux, dans la charge lui permettait largement de rembourser ses avances.

Le Marquis de Launay était né dans le château de la Bastille, en 1740, son père, René Jourdan de Launay, y étant gouverneur depuis 12 ans et y était mort 9 après. Il fut successivement mousquetaire noir du roi, officier au régiment des gardes jusque 1763-1764, puis capitaine d'un régiment de cavalerie.
Lors de la prise de la Bastille, le 14 juillet 1789, de Launay est arrêté et conduit sous escorte à l'hôtel de ville par un des chefs de l'insurrection, le soldat Pierre-Augustin Hulin. En place de Grève, la foule furieuse se jette sur lui et le lynche. 

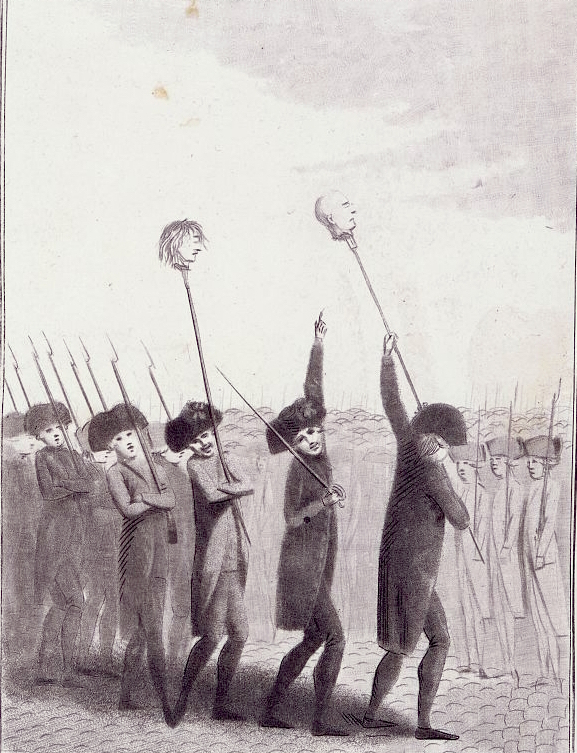
« C’est ainsi que l’on se venge des traitres. »
Gravure de 1789 dépeignant des soldats ou des miliciens portant les têtes de Jacques de Flesselles et du marquis de Launay sur des piques.

### Prosper Soulès
Après la prise de la Bastille, Prosper Soulès assume l'exercice des fonctions par intérim en tant que Commandant intérimaire de la forteresse.